# Rezydent (ksiądz)
Rezydent – ksiądz zamieszkujący na terenie parafii i pomagający w pracach duszpasterskich, lecz bez nałożonych obowiązków wikariusza. Z różnych powodów nie włącza się w pełny sposób w prace w parafii. Dotyczy to np. księży emerytów, studentów, doktorantów, księży pracujących etatowo w urzędach kościelnych, naukowców zatrudnionych na uczelniach kościelnych lub świeckich, czy księży na urlopach zdrowotnych.
Rezydentami mogą być też biskupi niepracujący w danej diecezji, ale na jej terenie zamieszkujący.